# 陳偉文
陳偉文（英語：Adrian Chan），香港著名作曲人、編曲人及音樂監製。

## 簡歷
陳偉文早年就讀慈幼英文學校。年輕時自學吉他，曾於酒廊擔任吉他手，1989年加入香港Studio S&R（雅旺錄音室的前身），任錄音室工作，逐步涉獵錄音、編曲、製作電台節目Jingle及ID、電視劇配樂等工作，大部份音樂理論、技術、觸覺皆為自學，至今負責中文流行歌曲編曲三多百首，其中包括超過三十首為王菲、張國榮等的監製梁榮駿作曲及編曲的作品，是王菲1995至2000年間固定製作班底之一，其中兩首王菲的作品「情誡」與「郵差」為Adrian在樂壇頒獎禮上贏得獎項。
除個人創作外，亦在香港演藝學院、HKMA、UMI及伯樂音樂學院開班教授電子音樂及配樂。2006年成立了音樂版權公司-Sense Publishing，發掘新晉作曲人及作詞人。曾監製新人嘉琳專輯《Reach for Your Moon》，近年更為多隊樂隊如野仔、Mr.、鐵樹蘭、Supper Moment、Dear Jane、ToNick，合唱組合C AllStar 、Myar、Robynn & Kendy、SUNSET OR RISE等擔任混音、編曲和監製等工作，現時仍活躍於流行樂壇。

## 音樂作品

### 1992年
- 呂　珊 - 深秋立樓頭（編）
- 呂　珊 - 東山飄雨西山情（編）
- 鄭敬基 - 你記起誰（編）

### 1993年
- 鄭秀文 - 叮噹（編）
- 蘇　芮 - 恐怖分子（編）

### 1994年
- 王　菲 - 胡思亂想（編）
- 王　菲 - 夢中人（編）
- 王　菲 - 知己知彼（編）
- 王　菲 - 回憶是紅色天空（編）
- 王　菲 - 掙脫（編）
- 吳國敬 - 玩意（曲、編）
- 呂　方 - 流浪花（編）
- 林子祥 - 單手拍掌（編）
- 梁朝偉 - 一切為你好（編）
- 梁朝偉 - 追夢人（曲、編）
- 梁朝偉 - 過去四分零五秒（編）
- 梁朝偉 - 原來不懂得戀愛（曲、編）
- 梁朝偉 - 馬德里的情人（曲、編）
- 馬浚偉 - 不再悲觀（編）
- 葉蒨文 - 與你傾訴（編）
- 鄭秀文 - 薩拉熱窩的羅蜜歐與茱麗葉（編）
- 甘子暉 - 你說過日夜念著我（編）

### 1995年
- 王　菲 - 雪中蓮（編）
- 王　菲 - 你在我心中（編）
- 王　菲 - 初戀的地方（編）
- 王　菲 - 翠湖寒（編）
- 王　菲 - 一個小心願（編）
- 王　菲 - 又見炊煙（編）
- 王　菲 - 曖昧（編）
- 王　菲 - 享受（編）
- 王　菲 - 一半（編）
- 王　菲 - 流星（編）
- 吳國敬 - 起舞......（編）
- 陳建穎 - 越了解我，越要傷我（編）
- 陳建穎 - 死黨（真心真意版）（編）
- 葉蒨文 - 你不會內疚（編）
- 趙學而 - 每隔兩秒（編）
- 黎　明 - 告訴我你會在夢境中等我（編）
- 黎　明 - 原諒我（編）

### 1996年
- 車婉婉 - 最好不過（曲、編）
- 張國榮 - 不想擁抱我的人（編）
- 梁詠琪 - 旅程（曲、編）
- 梁詠琪 - 隨心想（曲、編）
- 莫文蔚 - 潮濕（編）
- 郭富城 - 離場（曲、編）
- 郭富城 - 盛大獻映（編）
- 陳建穎 - 回來是為你（編）
- 鄭秀文 - 不拖不欠（編）
- 鄭秀文 - 舊項鍊（編）
- 吳奇隆 - 洗腦（編）

### 1997年
- 王　菲 - 約定（編）
- 王　菲 - 敷衍（編）
- 王　菲 - 我信（曲、編）
- 王　菲 - 守護天使（編）
- 王　菲 - 自便（曲、編）
- 王　菲 - 麻醉（編）
- 王　菲 - 娛樂場（編）
- 王　菲 - 人間（編）
- 王　菲 - 撲火（編）
- 呂　方 - 愛到厭（曲、編）
- 呂　方 - 幽會（曲、編）
- 呂　方 - 不想再有感覺（編）
- 呂　方 - 像你（編）
- 吳奇隆 - 你讓我非常難過（編）
- 胡諾言 - 發洩（編、監）
- 胡諾言 - 唱片店（曲、編、監）
- 紀炎炎 - 有意無意（曲、編、監）
- 許志安 - 心靈相通（編）
- 黎　駿 - 不認不認還需認（曲、編）
- 黎　駿 - 不認·不認（第二代）（曲、編、監）
- 謝霆鋒 - 不要刻意改變（編）

### 1998年
- 王　菲 - 色誡（曲）
- 王　菲 - 飛（編）
- 王　菲 - 祢（編）
- 王　菲 - 情誡（曲、編）
- 何嘉莉 - 錯覺（編）
- 胡諾言 - 戀愛是「二人前」（曲、編）
- 馬浚偉 - 愛人緣（曲、編）
- 陳慧琳 - 放低束縛（曲、編）
- 鄭秀文 - 記認（編）
- 鄭秀文 - 真命天子（Heaven Version）（編）

### 1999年
- 王　菲 - 當時的月亮（編）
- 王　菲 - 百年孤寂（曲）
- 王　菲 - 蝴蝶（曲、編）
- 王　菲 - 守望麥田（曲）
- 王　菲 - 郵差（曲、編）
- 汪明荃 - 貓貓（曲、編）
- 汪明荃、鄭少秋 - 友情樂章（曲）
- 吳奇隆 - 你不識愛我（編）
- 何嘉莉 - 錯（編）
- 張國榮 - 春夏秋冬（編）
- 張國榮 - 不要愛他（曲、編）
- 梁漢文 - 三分鐘（曲、編）
- 郭富城 - 我走了（編）
- 鄭秀文 - 另類男女（曲）
- 盧巧音 - 感官世界（編）
- 盧巧音 - 一毫米（編）
- 盧巧音 - 長夜My Love Goodnight（編）
- 盧巧音 - 我好想他（編）
- 謝霆鋒 - 講一千次我愛你（編）
- 謝霆鋒 - 好好世界（編）
- 謝霆鋒 - 不要說謊（編）

### 2000年
- 王　菲 - 不愛我的我不愛（曲、編）
- 王　菲 - 你喜歡不如我喜歡（編）
- 張栢芝 - 一人同遊（編、監）
- 張栢芝 - 改天再聊（編、監）
- 張國榮 - 路過蜻蜓（編）
- 張國榮 - 你這樣恨我（曲、編）
- 張國榮 - 身邊有人（編）
- 張國榮 - 午後紅茶（編）
- 張國榮 - 沒有愛（編）
- 張國榮 - 願你決定（編）
- 張國榮 - 沒有煙總有花（曲）
- 許志安 - 借你耳朵說愛你（編）
- 陳冠希 - 極愛自己（編）
- 陳冠希 - 欠了你的愛（編）
- 陳慧嫻 - 地球和月亮的故事（編）
- 葉佩雯 - 靜思己過（編）
- 謝霆鋒 - 一擊即中（編）
- 謝霆鋒 - 蒸發（編）
- 謝霆鋒 - 別說狠（編）

### 2001年
- 林保怡 - 半生前後（曲、編）
- 張國榮 - 潔身自愛（編）
- 張國榮 - 挪亞方舟（編）
- 陳文媛 - 節目（編）
- 陳文媛 - B.O.B.O（曲、編）
- 陳文媛 - 換個地方（編）
- 陳文媛 - 自搜（曲、編）
- 黃伊汶 - 純屬印象（編、監）
- 鄭伊健 - 最高收視（編）
- 鍾　汶 - 刺蝟（編）
- 鍾　汶 - 賠償（編）
- 鍾　汶 - 難題（編）
- 鍾　汶 - 徘徊（編）

### 2002年
- 何嘉莉 - 可惜（編）
- 李克勤 - 花園街的流星（編）
- 張栢芝 - 真我工作坊（編）
- 陳見飛 - 不死鳥（曲、編）
- 陳奕迅、小苦妹 - 一疋布（編）
- 葉蒨文 - 堅強（編）
- 趙頌茹 - 情急自禁（編）
- 蕭正楠 - 假（編）

### 2003年
- 2R - 變出我精彩（編）
- 古天樂 - 愛講靈感（曲、編、監）
- 余文樂 - 真的愛你（編）
- 李克勤 - 四角戀（編）
- 李克勤 - 現代足球小將（編）
- 黃伊汶 - Show Me Love（編）
- 黃伊汶 - 感情的段落（編）
- 嘉　琳 - 私家車（編、監）
- 嘉　琳 - 石頭飯（編、監）
- 嘉　琳 - 太囉唆（監）
- 嘉　琳 - 幸福不會來（編、監）
- 嘉　琳 - 種花得花（監）
- 嘉　琳 - 看風景（監）
- 嘉　琳 - 跟哥哥鬥高（編、監）
- 嘉　琳 - 酸糖果（編、監）
- 嘉　琳 - bi li ba la（曲、監）
- 嘉　琳 - 私家車（Roundabout Version）（監）
- 蘇永康 - 老死（編）

### 2004年
- 李克勤 - 開學禮（編）
- 許志安 - 我兒（編）
- 黃　馨 - 先知（編）
- 黃　馨 - 烏鴉（編）
- 黃　馨 - 某某（編）
- 黃　馨 - 別走（編）
- 黃　馨 - 烏鴉（國）（編）
- 蕭正楠 - 赤足之舞（曲、編）

### 2005年
- 吳浩康 - 愛著你（編）
- 李逸朗、蔣雅文 - 傷對論（編）
- 梁靖琪 - 兌換晴天（曲、編、監）
- 陳奕迅 - 16月6日晴（編）
- 陳奕迅 - 葡萄成熟時（編）
- 嘉　琳、Adrian Chan - After Leslie（編）

### 2006年
- 容祖兒 - 赤地雪（編）
- 梁洛施 - 眼淚的好戲（編）
- 陳慧琳 - 終於開竅（編）
- 劉德華 - 累鬥累（編）
- 薛凱琪 - Dear Fiona（編）
- 薛凱琪 - 鳳凰木（曲、編）
- 薛凱琪 - 多謝地球（編）
- 藍奕邦 - 盲年（編）
- 藍奕邦 - 平行路（編、監）

### 2007年
- Twins - 傷心情歌（曲、編）
- 林威辰 - 聽話（編）
- 洪卓立 - 畢業了嗎（編）
- 孫耀威 - 彈珠玩具（編）

### 2008年
- 吳浩康 - 給愛惜的人（編）
- 吳浩康 - 吻彌留的你（編、監）
- 狄易達 - Miss H.K.（監）
- 洪卓立 - 我聽你講（編）
- 洪卓立 - 難以取替（編）
- 楊千嬅 - 明日再會（編）
- 楊千嬅 - 嬅麗緣（編）
- 賈曉晨 - 不要走（編）
- 賈曉晨 - 難忘（編）
- 賈曉晨 - 聽你的愛情（編）
- 衛　蘭 - 寒命（編）

### 2009年
- 王菀之 - I'm Sorry（編）
- 葉文輝 - 寧願這樣（監）
- 賈曉晨 - 望夫石（編、監）
- 劉美君 - 雪泥（編、監）
- 劉美君 - 也好（編、監）
- 劉美君 - 寧願怎樣（編、監）
- 劉美君 - 色香味（監）
- 蔡卓妍 - I'm Sorry（編）

### 2010年
- C AllStar - 天梯（編）
- 周麗淇 - 願望（編）
- 周麗淇 Feat. 何欣倩 - 願望（編）
- 洪卓立 - 蘋果樹（曲、編）
- 洪卓立 - 彌足珍貴（編）
- 洪卓立 - 故事未完（編）
- 洪卓立 - 愛在屏風樓（編）
- 洪　 - 不死傳奇（編）
- 洪　 - 國境以南‧太陽以西（編）
- 孫耀威 - 談分論嫁（編）
- 野　仔 - 熱血到死（監）
- 野　仔 - 我生日（編、監）
- 野　仔 - 年年十八（編、監）
- 野　仔 - 年長少年（監）
- 野　仔 - Sunny Day Service（編、監）
- 野　仔 - 中學生應該談戀愛（編、監）
- 野　仔 - 記憶之夏（編、監）
- 野　仔 - 一場朋友（編、監）
- 野　仔 - 十八後（編）
- 陳偉霆 - 黑暗探戈（編）
- 蔡卓妍 - 煞有介事（編）
- 鄭家維 - 美麗最強（編）
- 鄭家維 - 安樂戰場（編）

### 2011年
- C AllStar - 馬爾代夫（編、監）
- C AllStar - 天梯（弦樂版）（編）
- 洪卓立 - 溫馨提示（編）
- 容祖兒 - 人人起勁（編）
- 野　仔 - 廢話會（編、監）
- 野　仔 - 香港大廈（編、監）
- 野　仔 - Chok的故事（下集）（編、監）
- 麥浚龍 - 驚蟄（曲、編、監）

### 2012年
- Robynn & Kendy - 生活與生存（編）
- Supper Moment - 小伙子（編、監）
- Supper Moment - 飛（編、監）
- Yellow! - 差利先生（編、監）
- Yellow! - 回憶總是黃色的（編、監）
- 亢帥克 - 他有哪裡好（編）
- 雨　僑 - 無尾飛砣（編）
- 陳健安 - 陪你到世界終結（編）
- 森　美 - 在這世界看不夠（編）
- 環球群星 - 難忘時刻（編）
- 羅力威 - 片尾曲（編）

### 2013年
- Dear Jane - 無可避免（監）
- Dear Jane - 不許你注定一人（編、監）
- Supper Moment - 機械人（編、監）
- Supper Moment - 無盡（編、監）
- Supper Moment - 世界變了樣（編、監）
- ToNick - 3REE（監）
- Yellow! - 理想再見（編、監）
- 王詩安 - 你好嗎（監）
- 李克勤 - 誰最愛你（編）
- 麥浚龍 - 灰（編、監）
- 麥浚龍、林二汶 - 逆蒼生（編、監）
- 湯駿業 - 有甚麼關係（監）
- 羅力威 - 秋葉緣（編）
- 鐵樹蘭 - 煙花散（監）

### 2014年
- C AllStar - 足印奇跡（編、監）
- C AllStar - 總有離開的時候（編）
- Supper Moment - We Are Colorful（編、監）
- Supper Moment - 請講（編、監）
- Supper Moment - 浪人（編、監）
- Supper Moment - Interlude（監）
- Supper Moment - 臉皮（編、監）
- Supper Moment - 有你有我（編、監）
- 林欣彤 Feat. 馮允謙 - 二次緣（編）
- 麥貝夷 - 音（編）
- 麥浚龍 - 拿走我呼吸（編、監）
- 湯駿業 - 靈魂鎖（編、監）
- 馮允謙 - 我好想你（編）
- 馮允謙 - 簡單的歌（編）
- 馮允謙 - 我還好（編）
- 馮允謙 Feat. 林欣彤 - 講多無謂（編）
- 鄭秀文 - 總有一個人（編）
- 糖兄妹 - 凹凸（編、監）
- 羅力威 - 沒關係（編、監）

### 2015年
- Choco - 回憶．守護（編、監）
- movin' - 小確幸（編、監）
- Myar - 只是太早（監）
- Supper Moment - 煩擾中起舞（監）
- Supper Moment - 幸福之歌（監）
- Supper Moment - 孤獨先生（監）
- Supper Moment - 討厭的我（編、監）
- Supper Moment - 風箏（編、監）
- 張敬軒 - 緋荔榭‧少年（編）
- 鐵樹蘭 - 遊戲·遊戲（監）
- 鐵樹蘭 - 一片天（監）
- 麥浚龍 - 單魚座 （編、監）

### 2016年
- C AllStar、Supper Moment、Colin、Ning - 孩子的天空（編、監）
- Myar - 同窗會（編、監）
- Supper Moment - 同一（編、監）
- Supper Moment - 啱數（監）
- 迪　子 - 舌尖有毒（編）
- 麥浚龍 - 初開（編、監）
- 黃劍文 - 我們的（監）
- 鄭秀文 - 八公里（監）
- 羅孝勇 - 獨家地理頻道（編、監）
- 羅孝勇 - 一早約定（編、監）
- 鐵樹蘭 - 凡人對抗命運（監）
- 鐵樹蘭 - 告別完再聚（監）
- 鐵樹蘭 - 自白（監）
- 鐵樹蘭 - 遊戲遊戲（監）
- 鐵樹蘭 - 尋覓四周（監）
- 鐵樹蘭 - 煙花散（監）
- 鐵樹蘭 - 一片天（監）
- 鐵樹蘭 - 忘不了（監）

### 2017年
- AGA – 吃定我（編）
- KillerSoap – 風鈴的味道（監）
- Myar – 按停（編、監）
- On@C AllStar – 煉獄健身室（編、監）
- Supper Moment - 說再見了吧（編、監）
- Supper Moment - 靈感床（編、監）
- Supper Moment - 大丈夫（編、監）
- ToNick - 長相廝守（監）
- ToNick - 阿飛與阿基（編、監）
- ToNick - 不停站（編、監）
- 洪卓立 - 衝破（編）
- 黃劍文 - 愛人們（編、監）
- 衛　蘭 - 一晃眼（編）

### 2018年
- Gin Lee - 風靡（編、監）
- KillerSoap - 撞柱（監）
- KillerSoap - 無色無味（監）
- KillerSoap - 黃嘉雯（監）
- Myar - 爸媽（監）
- sp'ACE - 中途站（編、監）
- sp'ACE - 別怕講再見（編、監）
- SUNSET OR RISE - YOU LOOK SO FINE（監）
- SUNSET OR RISE - YOU NEVER KNOW（編、監）
- Supper Moment - 258km/h（編、監）
- Supper Moment - 不要死在崇拜裡（編、監）
- Supper Moment - 橙海（編、監）
- Supper Moment - 全世界暫停（編、監）
- Supper Moment - 最後晚餐（Acoustic Version）（編、監）
- Supper Moment - 撼動（編、監）
- Supper Moment、Gin Lee - 分享的勝利（編、監）
- ToNick - 小明少少明（編、監）
- 石裂符 - 相好（監）
- 享樂團 - 一念天堂（監）
- 逆　流 - 毋忘我（編、監）
- 郭力行 - 極品（監）
- 譚杏藍 - 誰叫何里玉（編、監）

### 2019年
- sp'ACE - You're Not The Only One（編、監）
- SUNSET OR RISE - Sunset Or Rise（編、監）
- SUNSET OR RISE - 2-Min（編、監）
- 徐繼宗 - 永遠有選擇（監）
- 許廷鏗 - 雪糕（監）
- 陳健安 - 告別的藝術（監）
- 陳健安 - 與慾望對話（監）
- 陳健安 - 以青春之名（編、監）
- 陳　蕾 - 熒光（監）
- 糖兄妹 - 離心力（編）

### 2020年
- SUNSET OR RISE Feat. the Flying maid - I'm Flying maid（監）
- ToNick - 一口氣（編、監）
- 未能接通 - I go to school by bus（監）
- 吳林峰 - 越壞越強（編、監）
- 陳健安 - 未知道（編、監）
- 陳健安 - 廢學（監）
- 陳健安 - 惡夢經（編、監）
- 何家銘 - 我為誰快樂（編、監）
- 黃　妍 - 遲起的鳥兒有蟲吃（監）
- 應智越 - 渴（監）

### 2021年
- ToNick - 一進不退（監）
- ToNick - 離散序（編、監）
- 何家銘 - 生存模式研究所（曲、編、監）
- 何家銘 - 自救（監）
- 享樂團 - 流非飛（編、監）[2]
- 黃　妍 - 天光前（編、監）
- 衛　詩 - 一知半解（曲、編、監）
- 衛　詩 - 終身美麗（監）

### 2022年
- Charming Way - Blue Moon Day（編、監）
- Charming Way - Fall Back To Bed（編、監）
- Cozy Syndrome - 沒遺憾放任（編、監）
- DEZ余宗遙 - 綠洲（編、監）
- DEZ余宗遙 - 平行線上（監）
- Nowhere Boys - 路人歷險記（監）
- Nowhere Boys - 地球候機室（監）
- ToNick - 再見止痛藥（監）
- ToNick - 光合作用（曲、編、監）
- 崔碧珈 - Get it Right（曲、監）
- 陳　蕾 - 世界與你無關（Studio Version）（編、監）
- 黎展峯 - 跳（編、監）
- 黎展峯 - To go（編、監）
- 藍　月 - 用手說的髒話（監）
- 應智越 - 小撇步（曲、編、監）

### 2023年
- Andy is Typing... - Take Me Away（編、監）
- Nowhere Boys - 我們的移動城堡（監）
- Nowhere Boys - 票房毒藥（監）
- 子飛魚 - 直到生命再相聚時（監）
- 余宗遙 - 3.14（編、監）
- 冼靖峰 - Bug Fix（編、監）
- 陳　蕾 - 神的不在場證明（編、監）
- 黃　妍 - 反烏托邦三部曲（監）

### 2024年
- AGA - The Lovers（編）
- Andy is Typing... - My Big Mistake（編、監）
- Charming Way - 一些事一些人（編、監）
- Nowhere Boys - 兩秒（監）
- Nowhere Boys - 放飛之旅（監）
- Nowhere Boys、陳泳伽 - 異人之野望（編、監）
- ROVER、KC & Tsoul - 星塵遠征軍（監）
- T.MAX - 汽水加冰（監）
- 泳　兒 - 撞到正（監）
- 陳　蕾 - 五瓣玫瑰（編、監）

### 2025年
- AGA - Gas Station Diner（編）
- Supper Moment - 有誰與我給世界還手（編）
- Supper Moment - 不想將你放下（編）
- Turbulent - 派對以後（編、監）
- 黃明德 - 大鬧說謊城（編、監）

## 獎項
- 1998年度十大勁歌金曲頒獎典禮：「四台聯頒傳媒大獎—歌曲獎」—「情誡」
- 1999年度十大中文金曲頒獎禮 :「最佳中文（流行）歌曲獎」：Adrian Chan—「郵差」

## 外部連結
- 《陳偉文的樂壇情誡－KICKSOUND專訪》 https://web.archive.org/web/20150402195431/http://kicksound.com.hk/adrianchan/